# 뜻과 지시체
언어철학에서 뜻(독일어: Sinn)과 지시체(독일어: Bedutung, 指示體)의 구분은 독일의 철학자이자 수학자인 고틀로프 프레게가 1892년 그의 논문 〈뜻과 지시체에 대하여〉(Über Sinn und Bedeutung)에서 제시한 것이다. 지시체는 그 용어가 가리키는 대상을 지칭하고, 뜻은 그 용어가 그 대상을 지칭하는 방식을 말한다. 프레게는 지시체를 주로 고유명사에 적용하였고, 제한적으로 문장에도 적용하였다.
지시체(Bedeutung, 지칭체)의 영어 번역어는 합의되지 않아, "reference"가 가장 널리 쓰이나 "meaning", "significance", "denotation" 등이 쓰이기도 한다.

## 같이 보기
- 분류:언어 이론
- 사용-언급 구분